# Misano World Circuit Marco Simoncelli
Le circuit de Misano Marco-Simoncelli (officiellement Misano World Circuit Marco Simoncelli, appelé avant 2006 Circuito Internazionale Santamonica) est un circuit italien basé à côté de la ville de Misano Adriatico (Province de Rimini), dans le frazione de Santamonica.

## Historique

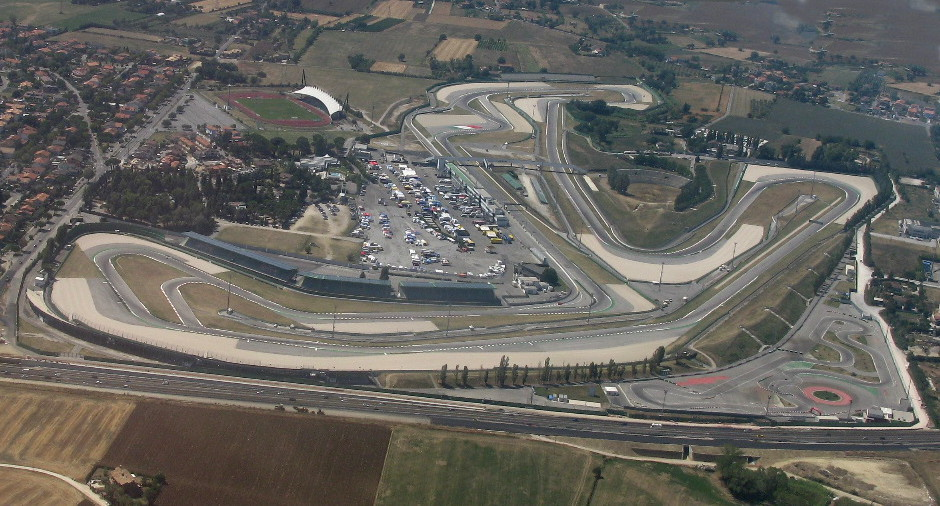
Vue aérienne du circuit en 2012.

Conçu à l'origine en 1969 avec une longueur de 3,488 kilomètres, il a accueilli sa première épreuve en 1972.
Le Grand Prix moto d'Italie a eu lieu sur ce circuit, la dernière fois datant en 1993, année où la longueur du circuit a été portée à 4,064 kilomètres.
Depuis 2007, il est l'hôte du Grand Prix moto de Saint-Marin dans le cadre du championnat du monde de vitesse. Cette même année, le sens du circuit a été inversé.
L'édition 2010 est marquée par la mort du pilote de 19 ans Shoya Tomizawa. Celui-ci décédera à l'hôpital des suites de blessures qu'il a subies dans un accident pendant la course des Moto2.
Depuis 2010, le circuit accueille le championnat italien Endurance Open Series.
À la suite du décès de Marco Simoncelli au Grand Prix de Malaisie le 23 octobre 2011, le conseil d'administration du complexe sportif de Misano décide à l'unanimité, le 3 novembre 2011, de rebaptiser le circuit du nom du pilote italien.

## Résultats en Grand Prix moto
| Année | MotoE                     | MotoE                     | Moto3                  | Moto2                     | MotoGP                     | Rapport |
| Année | Circuit 1                 | Circuit 2                 | Moto3                  | Moto2                     | MotoGP                     | Rapport |
| ----- | ------------------------- | ------------------------- | ---------------------- | ------------------------- | -------------------------- | ------- |
| 2020  | Matteo Ferrari (Energica) | NC                        | John McPhee (Honda)    | Luca Marini (Kalex)       | Franco Morbidelli (Yamaha) | Rapport |
| 2019  | Matteo Ferrari (Energica) | Matteo Ferrari (Energica) | Tatsuki Suzuki (Honda) | Augusto Fernandez (Kalex) | Marc Márquez (Honda)       | Rapport |

| Année | Moto3                       | Moto2                       | MotoGP                    | Rapport |
| ----- | --------------------------- | --------------------------- | ------------------------- | ------- |
| 2018  | Lorenzo Dalla Porta (Honda) | Francesco Bagnaia (Kalex)   | Andrea Dovizioso (Ducati) | Rapport |
| 2017  | Romano Fenati (Honda)       | Thomas Lüthi (Kalex)        | Marc Márquez (Honda)      | Rapport |
| 2016  | Brad Binder (KTM)           | Lorenzo Baldassarri (Kalex) | Dani Pedrosa (Honda)      | Rapport |
| 2015  | Enea Bastianini (Honda)     | Johann Zarco (Kalex)        | Marc Márquez (Honda)      | Rapport |
| 2014  | Álex Rins (Honda)           | Esteve Rabat (Kalex)        | Valentino Rossi (Yamaha)  | Rapport |
| 2013  | Álex Rins (KTM)             | Pol Espargaró (Kalex)       | Jorge Lorenzo (Yamaha)    | Rapport |
| 2012  | Sandro Cortese (KTM)        | Marc Márquez (Suter)        | Jorge Lorenzo (Yamaha)    | Rapport |
| Année | 125 cm3                     | Moto2                       | MotoGP                    | Rapport |
| 2011  | Nicolás Terol (Aprilia)     | Marc Márquez (Suter)        | Jorge Lorenzo (Yamaha)    | Rapport |
| 2010  | Marc Márquez (Derbi)        | Toni Elías (Gresini Racing) | Dani Pedrosa (Honda)      | Rapport |
| Année | 125 cm3                     | 250 cm3                     | MotoGP                    | Rapport |
| 2009  | Julián Simón (Aprilia)      | Héctor Barberá (Honda)      | Valentino Rossi (Yamaha)  | Rapport |
| 2008  | Gábor Talmácsi (Aprilia)    | Álvaro Bautista (Aprilia)   | Valentino Rossi (Yamaha)  | Rapport |
| 2007  | Mattia Pasini (Aprilia)     | Jorge Lorenzo (Aprilia)     | Casey Stoner (Ducati)     | Rapport |

| Année | 80 cm3                    | 125 cm3                  | 250 cm3                  | 500 cm3               | Rapport |
| ----- | ------------------------- | ------------------------ | ------------------------ | --------------------- | ------- |
| 1987  | Manuel Herreros (Derbi)   | Fausto Gresini (AGV)     | Loris Reggiani (Aprilia) | Randy Mamola (Yamaha) | Rapport |
| 1986  | Pier Paolo Bianchi (Seel) | August Auinger (Bartol)  | Tadahiko Taira (Yamaha)  | Eddie Lawson (Yamaha) | Rapport |
| 1985  | Jorge Martínez (Derbi)    | Fausto Gresini (Garelli) | Carlos Lavado (Yamaha)   | Eddie Lawson (Yamaha) | Rapport |